# Мірея Бельмонте
Мірея Бельмонте  (ісп. Mireia Belmonte, 10 листопада 1990) — іспанська плавчиня, олімпійська чемпіонка та медалістка, багаторазова чемпіонка світу та Європи на короткій та довгій воді.

## Виступи на Олімпіадах
| Олімпіада   | Дисципліна                            | Місце |
| ----------- | ------------------------------------- | ----- |
| Пекін 2008  | плавання на 200 метрів брасом         | 24    |
| Пекін 2008  | 200 метрів, комплексне плавання       | 14    |
| Пекін 2008  | 400 метрів, комплексне плавання       | 14    |
| Пекін 2008  | комплексна естафета 4 × 100           | 15    |
| Лондон 2012 | плавання на 400 метрів вільним стилем | 13    |
| Лондон 2012 | плавання на 800 метрів вільним стилем | 2     |
| Лондон 2012 | естафета 4 × 200 вільним стилем       | 10    |
| Лондон 2012 | плавання на 200 метрів, батерфляй     | 2     |
| Лондон 2012 | 200 метрів, комплексне плавання       | 10    |
| Лондон 2012 | 400 метрів, комплексне плавання       | 8     |
| Ріо 2016    | 400 метрів, комплексне плавання       | 3     |
| Ріо 2016    | 200 метрів, батерфляй                 | 1     |

## Зовнішні посилання
- Досьє на sport.references.com [Архівовано 5 липня 2009 у Wayback Machine.]